# Horsens (stacja kolejowa)
Horsens - stacja kolejowa w Horsens, w Danii. Znajdują się tu 2 perony.